# Четверо детей заходят в банк
«Четверо детей заходят в банк» (англ. 4 Kids Walk Into a Bank) — будущая американская чёрная комедия, режиссёрский дебют Фрэнки Шоу. Шоу также стала соавтором сценария, изначально написанного Мэттом Робинсоном. В основе сюжета графический роман 2017 года Мэтью Розенберга и Тайлера Босса. Главные роли в фильме исполнили Лиам Нисон, Талия Райдер, Уитни Пик, Джек Дилан Грейзер, Спайк Феарн, Тереза Палмер и Джим Стёрджесс.
Фильм будет распространяться компанией Amazon MGM Studios.

## Сюжет
В центре сюжета — Пейдж, чей отец, бывший грабитель, стал более ответственным родителем после смерти её матери. И когда группа преступников появляется у их дома, требуя, чтобы отец Пейдж присоединился к ним для выполнения последнего задания, она оказывается перед выбором: позволить своему недавно исправившемуся отцу вернуться к преступной деятельности или привлечь трёх своих 12-летних лучших друзей, чтобы они выполнили задание первыми.

## В ролях
- Лиам Нисон — Дэнни
- Талия Райдер — Пейдж
- Уитни Пик — Джони Джей
- Джек Дилан Грейзер — Бергер
- Спайк Фэрн
- Джим Стёрджесс
- Джордж Бэзил
- Сэм Страйк
- Кейли Кауэн — Дженни
- Дьякон Филлип
- Тереза Палмер

## Производство
На Международном кинофестивале в Торонто в 2024 году стало известно о начале работы над экранизацией графического романа 4 Kids Walk Into a Bank от Black Mask Studios. Проект находился в поисках финансирования и прокатчика. Режиссёром проекта стала Фрэнки Шоу, работавшая над сценарием, первоначально адаптированным Мэттом Робинсоном. Главные роли получили Лиам Нисон, Талия Райдер, Ноа Джуп, Уитни Пик, Джек Дилан Грейзер, Дикон Филлип и Тереза Палмер.
Съёмки начались в декабре 2024 года в Лимерике, Ирландия, который был представлен как Соединенные Штаты 1990-х годов. Дополнительные съемки проходили в лесу Кратлоу в графстве Клэр. Оператором выступил Роберт Ричардсон.
В декабре 2024 года студия Amazon MGM приобрела права на прокат фильма на внутреннем рынке под лейблом Orion Pictures, а компания Miramax выступила в качестве продюсера и софинансиста.